# Пуюма
Пуюма (кит.: 卑南族; піньїнь: Bēinánzú; Pe̍h-ōe-jī: Piu-má cho̍k, Pi-lâm cho̍k), також відомий як пінуйумаян, пейнан або бейнан — одна з корінних груп тайванських аборигенів. Люди, як правило, поділяються на групи чихпень і наньванг, обидві проживають в окрузі Тайдун на східному узбережжі Тайваню.
У 2000 році пуюма нараховувала 9 606 осіб. Це приблизно 2,4 % від загальної чисельності корінного населення Тайваню, що робить їх шостою за величиною спільнотою корінного населення. Пуюма розмовляє мовою пуюма, а також мандаринською та тайванською мовами хоккієн.
Назва «пуюма» означає «єдність» або «злагода» і спочатку була автонімом носіїв діалекту наньванг. Зейтоун і Кокелін (2006) також зазначають, що слово «пуюма» можна проаналізувати як pu'-uma, що означає «послати на поле».

## Села
До сіл паюма належать (розташовані в містечку Бейнань і місті Тайдун):
- Улібулібук
- Банкьо
- Аліпай
- Пінаскі
- Тамалакав
- Рікабунг
- Пуюма (Наньванг)
- Пейнан
- Балангав
- Апапало
- Касабакан
- Катіпул
- Нірбуакан

## Відомі представники та представниці народу пуюма
- А-мей, поп- співачка

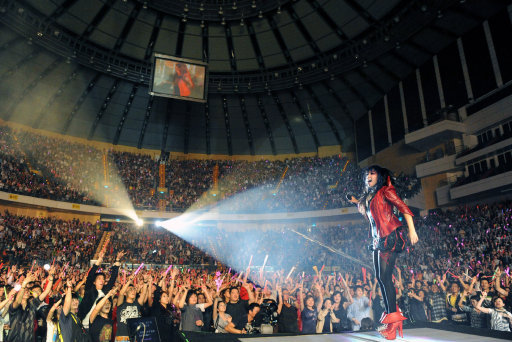
А-мей

- Паелабанг Данапан, віце-президент з контролю Юань
- Сая Чанг, співачка (і молодша сестра А-мей)
- Еріка Чіанг, співачка
- Джейн Хуанг, співачка тайванського рок-дуету Y2J
- Самінгад, співак
- Цзя Цзя, співачка
- Пурдур, співак
- Панай, співак
- Танк, співак
- Сангпуй Кататепан Мавалійв, співак на пуюмській мові
- Бадай, автор
- Кучілінг Кататепан, традиційний різьбяр
- Імінг, скульптор